# Recensement des États-Unis de 1860
Le recensement des États-Unis de 1860 est le 8e recensement de la population américaine. Il fut lancé en 1860 le 1er juin et dura cinq mois. Il dénombra la population des États-Unis à 31 443 321 habitants dont 3 953 761 esclaves dans 33 États et 10 territoires organisés. Cela représentait une augmentation de 35,6 % de la population par rapport aux 23 191 876 habitants recensés en 1850. 
Au moment où les rapports du recensement de 1860 étaient prêts pour la tabulation, les États-Unis s'enfonçaient dans la guerre de Sécession. Par conséquent, le surintendant du recensement Joseph C. G. Kennedy (en) et son personnel n'ont produit qu'un ensemble abrégé de rapports publics, sans représentations graphiques ou cartographiques. Les statistiques ont permis au personnel chargé du recensement de produire un affichage cartographique, y compris la préparation de cartes des États du Sud, pour les commandants de l'Union opérant sur le terrain pendant la guerre. Ces cartes présentaient des sujets militairement vitaux, notamment la population blanche, la population d'esclaves, les produits agricoles prédominants (par comté) et les itinéraires de transport ferroviaire et routier.
Ce recensement vit Philadelphie redevenir la deuxième ville américaine la plus peuplée, place qu'elle avait perdue au profit de Baltimore en 1820, en raison de la Loi de consolidation de 1854 (en) fusionnant de nombreuses petites localités (townships) environnantes, comme Spring Garden, Northern Liberties et Kensington dans le nouveau Consolidated city-county de Philadelphie. La ville perdra à son tour et définitivement cette position au profit de Chicago en 1890.